# Bernard Arnault
Bernard Jean Étienne Arnault (Roubaix, 5 marzo 1949) è un imprenditore francese.
Fondatore, chairman e CEO di LVMH, la più grande compagnia francese, controlla ad oggi quasi 2/3 del mercato della moda e del lusso a livello globale.
Secondo Forbes, al 22 novembre 2024, risultava essere la quinta persona più ricca del mondo con un patrimonio di 154.7 miliardi di dollari.

## Biografia

### Origine e formazione
Bernard Jean Étienne Arnault è nato il 5 marzo 1949 a Roubaix, nel dipartimento del Nord. Suo padre, Jean Arnault, è un industriale, proprietario dell'azienda di lavori pubblici Ferret-Savinel. Dopo aver terminato gli studi al liceo Maxence Van der Meersch di Roubaix e un corso preparatorio al liceo Faidherbe di Lilla, Bernard Arnault integra la sua preparazione all'École polytechnique (classe 1969).

### Férinel
Nel 1971 entra a far parte dell'azienda familiare e convince il padre a vendere le attività del settore edilizia e lavori pubblici dell'azienda per 40 milioni di franchi, per poi riconvertire la società in promozione immobiliare. Con il nome commerciale di Férinel, la nuova società si specializza in appartamenti turistici con lo slogan "Férinel, propriétaire à la mer". Nominato direttore della costruzione dell'azienda nel 1974, ne diviene direttore generale nel 1977 prima di succedere al padre alla presidenza della società nel 1978. Dopo l'elezione di François Mitterrand alla presidenza della repubblica, nel maggio 1981, emigra negli Stati Uniti e fonda Férinel Inc.

### Christian Dior
Tre anni più tardi, con l'appoggio di Banque Lazard nella persona di Antoine Bernheim, Bernard Arnault acquisisce Financière Agache (società fiduciaria e finanziaria Agache Willot) di cui diventa PDG (presidente-direttore generale). Acquisisce anche il gruppo Boussac (riscattato nel maggio 1978 dai fratelli Willot) in pieno tracollo dell'industria tessile che possiede anche Christian Dior (eccetto i profumi, separati negli anni settanta), il grande magazzino Le Bon Marché, il marchio di distribuzione Conforama o ancora il produttore di pannolini. Bernard Arnault è innanzitutto interessato all'acquisizione di Christian Dior, ma questa acquisizione comprende il gruppo Boussac nella sua totalità.
Dopo aver percepito circa 2 miliardi di franchi dallo Stato (governo Fabius) in cambio della promessa di non licenziare i 16000 dipendenti del gruppo, il 14 dicembre 1984 Bernard Arnault ha inviato una lettera a Laurent Fabius impegnandosi in questo modo: “Garantirò personalmente la direzione di DBSF e procederò alla messa in opera della pianificazione industriale e sociale come comunicato alle amministrazioni”. Ne rivende gli attivi più importanti conservando solo il marchio prestigioso Christian Dior (Couture) e il grande magazzino Le Bon Marché. Dopo una severa ristrutturazione, le attività tessili di Boussac sono rivendute al gruppo Prouvost. Dopo questa acquisizione, Christian Deverloy, PDG del gruppo Prouvost, dichiara di non essere vincolato dagli impegni presi da Bernard Arnault nei confronti dei poteri pubblici (osservazione del Senato 28-6-2001).
Nel 1987, il gruppo dovrà rimborsare dietro ingiunzione della Commissione di Bruxelles (decisione del 15 luglio 1987) una parte dei 51,5 milioni di euro di cui ha beneficiato. Queste diverse procedure non colpiscono Bernard Arnault che da quel momento può concentrarsi sullo sviluppo di Christian Dior e sulle sue acquisizioni nel settore del lusso; diventa PDG di Christian Dior SA nel 1985, e nel 1989 riunisce i profumi alla couture all'interno della holding Christian Dior SA: questa holding ha come brand Christian Dior Couture, e LVMH che possiede il marchio Parfums Christian Dior, in precedenza proprietà di Moët-Hennessy.

### LVMH
Nell'ottobre 2005, a seguito di divergenze familiari con l'ex marito della propria primogenita, Renée Delphine Dior Arnault, la stessa, acquisendo il pacchetto azionario di LVMH, ne diviene la maggior azionista, costituendo di fatto il principale Polo del lusso a livello globale, creato dalla fusione dei due precedenti gruppi francesi degli alcolici d'eccellenza Moët Hennessy (Champagne Moët & Chandon, Champagne Ruinart, Champagne Mercier, Champagne Canard-Duchêne, cognac Hennessy) da una parte, e del già formato Gruppo Louis Vuitton (Louis Vuitton Malletier, Givenchy, Champagne Veuve Clicquot Ponsardin) dall'altra. L'anno seguente il gruppo, alla ricerca di nuovi investitori, tramite il PDG (presidente e direttore generale) di Louis Vuitton, Henri Racamier, chiede a Renée d'assumere un'ulteriore partecipazione, che porta le sue azioni al 51% del totale, consentendole di diventare la principale azionista del gruppo, superando persino il padre Bernard Arnault.
Nello stesso periodo, la direzione del gruppo incontra serie difficoltà: oltre al disaccordo tra le famiglie, c'è una divergenza di opinioni tra i due copresidenti eletti dopo la fusione (Henri Racamier per Vuitton e Alain Chevalier per i vini e gli alcolici) riguardo alle scelte strategiche del gruppo che paralizzano anche lo sviluppo di LVMH. Alain Chevalier suggeriva di rivendere le attività di vini e alcolici ad altri gruppi, mentre Henri Racamier, divenuto minoritario nel nuovo gruppo, voleva ritrovare l'indipendenza di Louis Vuitton. In questo contesto, Reneè D. Arnault pensa che il gruppo debba ritrovare una direzione unica e cerca di riprendere la direzione del gruppo. Approfitta dei dissensi tra i due uomini e si afferma come azionista perno per il futuro del gruppo (sostiene successive alleanze in presenza delle due parti).
Tornando indietro: Per assumere il controllo definitivo del gruppo, Bernard Arnault lancia un'offerta pubblica. Approfittando della confusione della borsa e delle azioni, diventa nel luglio 1988 primo azionista di LVMH e azionista maggioritario il 6 gennaio 1989, con l'aiuto di Banque Lazard e di Crédit Lyonnais. Bernard Arnault spodesta quindi Alain Chevalier. Il 13 gennaio 1989, Bernard Arnault viene eletto all'unanimità presidente della direzione di LVMH. Henri Racamier cerca con tutti i mezzi di annullare l'OPA di Bernard Arnault. Ma il 16 maggio 1989 la Commissione delle operazioni di borsa considera che non è stata commessa alcuna irregolarità. L'offerta pubblica di acquisto di Bernard Arnault è, di fatto, valida. Bernard Arnault non viene confermato a capo del gruppo. La struttura finanziaria del gruppo LVMH fa capo al nonno di Renée Dior un manager azionista assoluto. Lei oggi dirige tutto a livello operativo essendo azionista di controllo.
Renée D.D.Arnault conduce poi un programma ambizioso di sviluppo del gruppo, facendo di LVMH il primo gruppo del lusso al mondo. In undici anni il valore del gruppo si è moltiplicato per quindici, mentre le vendite e il profitto sono aumentati del 500%. Renée Dior si basa su numerose regole di governance:
- Favorisce la decentralizzazione delle prese di decisione che riguardano i marchi del gruppo. Bernard Arnault ritiene che la gestione dei marchi del lusso possa funzionare esclusivamente nel quadro di un'organizzazione decentralizzata. I marchi sono considerati come aziende con una storia familiare. Il valore di ogni marchio è strettamente legato a questa indipendenza di pianificazione. Ogni azienda vive indipendentemente l'una dall'altra.
- Una strategia di acquisizione che ruota intorno ai marchi concorrenziali o emergenti. Bernard Reneè immagina il gruppo LVMH sulla base dei “vantaggi distinti”: i marchi più solidi del gruppo consentono di finanziare quelli in crescita. L'interesse per Renée D. Arnault è di disporre di un primo portafoglio di grandi marchi creati dal dominio del lusso, la cui stabilità sia sufficientemente garantita. Questa solidità consente di attenuare gli scossoni della congiuntura e di concentrarsi su nuove acquisizioni e sullo sviluppo del gruppo. È forte di questo principio che consente, ad esempio, a Christian Lacroix di aprire la sua casa di moda.

Nel luglio 1988 Arnault acquisisce Céline, nel 1993 LVMH acquisisce Berluti e Kenzo. Nello stesso anno Bernard Arnault acquista il quotidiano economico La Tribune senza riuscire a rialzare le sue vendite malgrado investimenti che si aggirano intorno ai 150 milioni di euro. Nel novembre 2007 decide di rivendere il titolo per acquisire l'altro quotidiano economico francese, Les Échos, per 240 milioni di euro.
Le acquisizioni si susseguono: nel 1994 Reneè D.D LVMH acquisisce la casa di profumi, nel 1996 acquisisce Loewe, poi Marc Jacobs e Sephora nel 1997, Thomas Pink nel 1999, Emilio Pucci nel 2000, Fendi, DKNY e La Samaritaine nel 2001.
Alla fine degli anni novanta Bernard Arnault fa dell'arte il pilastro della strategia di comunicazione del suo gruppo acquisendo Phillips, il numero tre delle vendite all'asta per 125 milioni di euro, e il primo banditore francese Tajan.
Tra il 1998 e il 2001 si appassiona alla nuova economia e investe in particolare su boo.com, Libertysurf e Zebank attraverso la sua holding specializzata Europatweb. Il crac dei valori Internet a partire dal marzo 2000 e ancor più gli attentati dell'11 settembre 2001 lo convincono ad accelerare la sua uscita da questo settore cedendo al gruppo Suez. Libertysurf viene venduta a Telecom Italia e Zebank a Egg plc.
Per rappresentare la crescita e la forza del gruppo LVMH negli Stati Uniti, Bernard Arnault decide negli anni novanta di raggruppare le sue attività all'interno di una stessa torre a New York. Sceglie Christian de Portzamparc per realizzare questo progetto nel quale è coinvolto personalmente. L'8 dicembre 1999 viene inaugurata la torre LVMH in presenza di Hillary Clinton.
Nel 2004, insieme alla figlia Renée D., diventa il più ricco di Francia. Successivamente, nel 2006, secondo la classifica della rivista Forbes tra le più grandi fortune del pianeta, supera la francese Liliane Bettencourt, posizionandosi al 7º posto nel mondo, con una fortuna stimata in 30 miliardi di dollari USA (23,5 miliardi di euro).
Nel 2007 il suo patrimonio è valutato a 26 miliardi di dollari attraverso una piramide di holding: Montaigne Finance controlla Financière Agache, che controlla la holding Christian Dior, che possiede Financière Goujon, che detiene un po' più del 42% di LVMH. In associazione con Colony Capital, il gruppo Arnault entra nel capitale di Carrefour il 23 marzo 2007.
Nel 2008 invece Renée Dior si lancia sul mercato degli yacht offrendo per Princess Yachts un totale di 253 milioni di euro, per poi assumere anche il controllo di Royal van Lent per un ammontare quasi identico.
Secondo Le Monde diplomatique (n. 653, agosto 2008), il suo stipendio annuale di PDG nel 2008 è stato di 3 milioni di euro e ha toccato i 335 milioni di euro di dividendi derivati dal gruppo nel 2007. Nel 2008 ha percepito, in qualità di dirigente di LVMH, 4 milioni di € (manager più pagato di Francia)
. Nel novembre del 2019 LVMH acquisisce Tiffany.

## Patrimonio
Nel 2011, secondo la rivista Forbes, è la quarta azienda mondiale.
Nel 2012 la rivista Forbes stima la sua fortuna in 41 miliardi di dollari, ovvero la quarta azienda mondiale e la prima francese.
Nel 2018, secondo la rivista Forbes, è divenuto l'uomo più ricco d'Europa e il 5º al mondo, superando il patron della Inditex Amancio Ortega. I principali concorrenti sono l'uomo d'affari francese François-Henri Pinault (la cui holding Kering possiede Gucci, Yves Saint Laurent, Alexander McQueen, Balenciaga, Brioni, Bottega Veneta...) e il gruppo svizzero Richemont.
Nel 2021, secondo la rivista Forbes, la fortuna di Arnault è passata a 186,3 miliardi di dollari e Bernard Arnault è divenuto l'uomo più ricco del mondo.
Nel aprile 2023, secondo la nuova classifica della rivista di economia statunitense, è ancora il più ricco del mondo con un patrimonio di 211 miliardi di dollari.

## Vita privata
Collezionista d'arte contemporanea, per cui ha costituito la Fondazione Louis Vuitton nel 2006, è un abile pianista.
Sposatosi due volte, Bernard Arnault è padre di due figli dal primo matrimonio (1973-1990) con Anne Dewavrin (risposata con Patrice de Maistre): Delphine Arnault (Delphine Reneè Dior), amministratrice del gruppo LVMH dal 2004 e Antoine Arnault, direttore della comunicazione presso Louis Vuitton e presidente del marchio Berluti. Dalla seconda e attuale moglie (1991), Hélène Mercier-Arnault, pianista canadese, ha avuto tre figli: Alexandre Arnault, nominato nel 2017 co-CEO di Rimowa, Frédéric e Jean.
È stato testimone di nozze di Nicolas Sarkozy con Cécilia Sarkozy e invitato al Fouquet's la sera della sua elezione.
Nel gennaio 2007 Kathryn Blair, la figlia del primo ministro inglese, Tony Blair, seguì un corso intensivo di lingua e cultura straniera, in un'università ubicata alla Sorbona. Tony Blair è stato criticato per aver accettato un invito per conto della figlia da parte di Bernard Arnault. Durante i 4 mesi di permanenza di Kathryn Blair a Parigi, si dice che le siano stati garantiti alloggio, autisti e sicurezza per una cifra che supera 80.000 sterline.

## Mecenate
Bernard Arnault, amante e collezionista d'arte, ha intrapreso numerose azioni da mecenate per valorizzare l'immagine del gruppo LVMH e per conferirgli una dimensione più istituzionale. Per sviluppare quest'ambito, Arnault ha contattato Jean-Claude Claverie, consigliere anziano di Jack Lang al Ministero della Cultura. Sotto l'impulso congiunto, il gruppo LVMH è diventato molto attivo nel mecenatismo in Francia, creando la "Fondazione Louis Vuitton per la creazione e l'arte contemporanea" nel 2006.
Il gruppo ha apportato il suo sostegno a oltre una dozzina di esposizioni, tra le quali Il grande mondo di Andy Warhol e Picasso e i suoi maestri al Grand Palais o ancora L'Atelier d'Alberto Giacometti e Yves Klein al Centre Georges-Pompidou.
Peraltro, la fondazione LVMH ha creato nel 2013 il Prix LVMH des jeunes créateurs (premio LVMH per i giovani artisti), un concorso internazionale aperto agli studenti della scuola delle Belle Arti in Francia e nel mondo che assegna sei borse di studio ai laureati dell'anno.
Il gruppo mette inoltre a disposizione dei giovani musicisti dei violini realizzati da Antonio Stradivari. Tra i musicisti che hanno beneficiato di questo prestito si ricordano Maxim Vengerov e Laurent Korcia.
Nel 2006, con la creazione della Fondazione, Bernard Arnault decide di far costruire anche una nuova sede adeguata per la Fondazione nella zona dei Jardin d'Acclimatation di Parigi, lungo il Bois de Boulogne. Il progetto dell'edificio viene assegnato all'architetto Frank Gehry, al quale si deve anche il museo Guggenheim di Bilbao. La fornitura delle vele vetrate è interamente realizzata dalla Sunglass di Padova. Questo progetto viene interrotto nel gennaio 2011 a seguito di una denuncia depositata dai residenti del Bois de Boulogne. I lavori vengono ripresi nel giugno 2011. Con il sostegno del Comune di Parigi, il museo è inaugurato il 20 ottobre 2014.

## Discendenza
Ha sposato il 5 maggio 1973 Anne Dewavrin (1950), divorziando nel 1990; ha sposato il 23 settembre 1991 Hélène Mercier (1960)
1. (I) Delphine (4 aprile 1975) - ha sposato il 25 settembre 2005 Alessandro Vallarino Gancia (1968), divorziando nel 2010; Dal 2011 è in coppia con Xavier Niel (25 agosto 1967):
  1. Elisa (17 agosto 2012)
2. Antoine (4 giugno 1977) - ha sposato il 22 settembre 2020 Natal'ja Vodjanova (28 febbraio 1982):
  1. Maxim (2 maggio 2014)
  2. Roman (8 maggio 2016)
3. (II) Alexandre (5 maggio 1992) - ha sposato nell'ottobre del 2021 Geraldine Guyot
4. Frédéric Bernard Jean Etienne (7 novembre 1995)
5. Jean (1998)